# Mohamed Zafzaf
Mohamed Zafzaf, auch Mohamed al-Zafzaf (arabisch محمد زفزاف, DMG Muḥammad Zafzāf; * 1942 in Suq al-Arbaʿa al-Gharb in der Nähe von Kenitra in Marokko; † 13. Juli 2001 in Casablanca) war ein marokkanischer Schriftsteller.
Er studierte Philosophie an der Mohammed-V.-Universität in Rabat und arbeitete anschließend als Lehrer in Casablanca, wo er 2001 auch nach langer Krankheit verstarb. Seit 2002 wird jährlich der angesehene Mohammed Zafzaf Prize for Arabic Literature in Andenken an ihn verliehen.
Sein Werk umfasst sowohl Kurzgeschichten als auch Romane, Theaterstücke und Rezensionen. In der westlichen Welt ist Mohammed Zafzaf vor allem für seine Romane und Novellen bekannt, die unter anderem ins Französische und Spanische übersetzt worden sind. 
In der arabischen Welt ist er vor allem für seine Kurzgeschichtensammlungen bekannt.

## Auszeichnungen
Die französische Übersetzung von بيضة الديك / Bayḍat ad-dīk (L'œuf du coq) gewann 1998 die 7. Ausgabe des Prix Grand Atlas in der Kategorie „Roman“.

## Werke (Auswahl)
- Dialogue au bout de la nuit (حوار في ليل متأخر / Ḥiwār fī layl mutaʾaḫḫir), Damaskus 1970
- La femme et la fleur (المرأة والوردة / al-Marʾa wa-l-warda), Beirut 1972
- Trottoirs et murs (أرصفة وجدران / Arṣifa wa ǧudrān), Bagdad 1974
- Der Stärkste (الأقوى / al-Aqwā), Damaskus 1978
- Der heilige Baum (الشجرة المقدسة / aš-Šaǧara al-muqaddasa), Beirut 1980
- Zigeuner im Wald (غجر في الغابة / Ġaǧar fī al-ġāba), Beirut 1982
- L'œuf du coq (بيضة الديك / Bayḍat ad-dīk), Casablanca 1984
- Le roi des djinns (ملك الجن / Malik al-ǧinn), Casablanca 1988
- Le renard qui apparaît et disparaît (الثعلب الذي يظهر ويختفي / aṯ-Ṯaʿlab allaḏī yaẓhar wa yaḫtafī), Casablanca 1989